# Астрагал повислоцветковый
Астрага́л повислоцветко́вый (лат. Astragálus penduliflórus) — вид многолетних растений рода Астрагал (Astragalus) семейства Бобовые (Fabaceae), произрастает в горных областях Европы и Азии.

## Распространение и экология
Распространён в Монголии, Северном Китае, на юге Западной и Восточной Сибири, в Приморье и Приамурье. Встречается от равнины до верхнего пояса.
Растёт в Евразии в поясе умеренного климата. Предпочитает богатые гумусом известковые почвы. Светолюбив.

## Биологическое описание

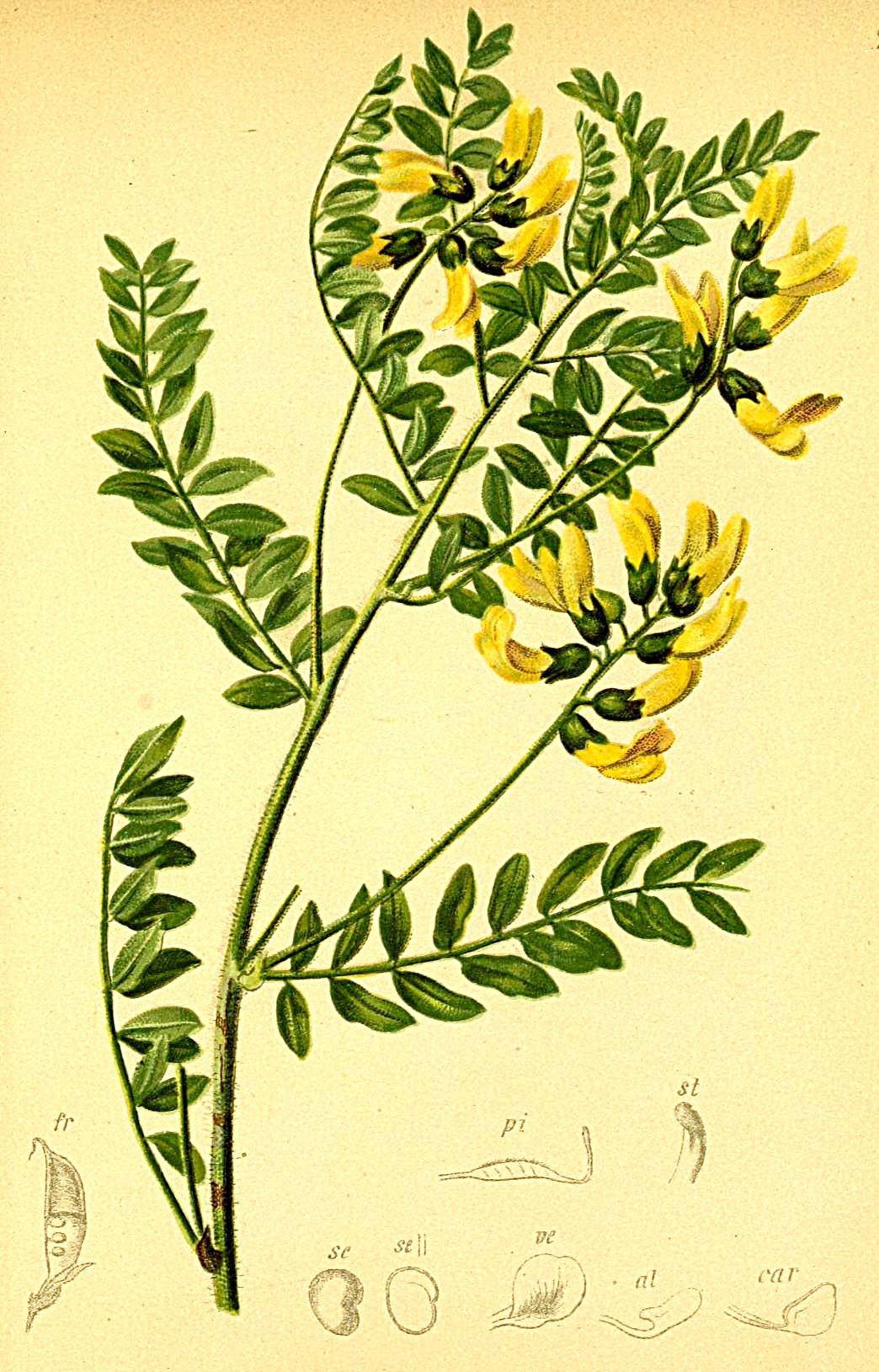
Ботаническая иллюстрация из книги Atlas Alpenflora (1882)

Многолетнее травянистое растение. Стебель прямостоячий, ветвистый, высотой до 30 см.
Листья длиной 5—10 см, непарноперистосложные из 7—11 пар листочков. Листочки эллиптические, тупые, опушённые снизу.
Цветки черешчатые, после цветения повислые. Чашечка опушена буровато-чёрными волосками, колокольчатая, с тёмными шиловидными зубчиками. Тёмно-жёлтый венчик, флаг округлый, надрезный, превышающий по длине крылья и короткую лодочку. Цветёт с июля по август.
Бобы прямые, надутые, величиной более 1 см.

## Химический состав
Корни астрагала содержат до 30 % кислых и растворимых полисахаридов и около 6 % сапонинов (астрагалазиды I—X), уникальные флавоны, изофлавоны и их гликозиды, аминокислоты, микроэлементы. Помимо этого в них содержатся стероиды (даукостренин, астрамем-бранины I, II, β-систерин), тритерпеноиды (лупенон, кориловая кислота), кумарины.

## Фармакологические свойства и применение
Астрагал повислоцветковый известен в восточной медицине под названием «Хуан-цы», что в переводе на русский язык означает «жёлтый корень». Его корни применяются при общей слабости и истощении, обладают сильным мочегонным действием. Они входят в состав комплексных препаратов, назначаемых при импотенции, общей слабости и сперматорее. В китайской, японской и корейской медицине астрагал наиболее часто входит в состав сложных сборов, как тонизирующее средство. В китайской медицине астрагал используется как диуретическое и тонизирущее средство при ослабленном здоровье, хроническом нефрите, сопровождающемся геморрагией капилляров и высоким артериальным давлением, общеукрепляющее, стимулирующее кроветворение. В Монголии отваренные корни употребляют как общеукрепляющее, тонизирующее при переутомлении, повышающее физическую работоспособность. Нанайцы используют астрагал как общеукрепляющее средство.

## Классификация

### Таксономическая схема
|  |                                      |  |                                                             |                                                             |                   |  | ещё 3 семейства (согласно Системе APG II) | ещё 3 семейства (согласно Системе APG II) |                          |  |  |  | ещё 27 триб                   | ещё 27 триб        |  |  |  |  | ещё более 1600 видов | ещё более 1600 видов |
|  |                                      |  |                                                             |                                                             |                   |  | ещё 3 семейства (согласно Системе APG II) | ещё 3 семейства (согласно Системе APG II) |                          |  |  |  | ещё 27 триб                   | ещё 27 триб        |  |  |  |  | ещё более 1600 видов | ещё более 1600 видов |
|  |                                      |  |                                                             | порядок Бобовоцветные                                       |                   |  |                                           |                                           | подсемейство Мотыльковые |  |  |  |                               | род Астрагал       |  |  |  |  |                      |                      |
|  |                                      |  |                                                             | порядок Бобовоцветные                                       |                   |  |                                           |                                           | подсемейство Мотыльковые |  |  |  |                               | род Астрагал       |  |  |  |  |                      |                      |
|  | отдел Цветковые, или Покрытосеменные |  |                                                             |                                                             | семейство Бобовые |  |                                           |                                           | триба Galegeae           |  |  |  | вид Астрагал повислоцветковый |                    |  |  |  |  |                      |                      |
|  | отдел Цветковые, или Покрытосеменные |  |                                                             |                                                             |                   |  |                                           |                                           |                          |  |  |  |                               |                    |  |  |  |  |                      |                      |
|  |                                      |  | ещё 44 порядка цветковых растений (согласно Системе APG II) | ещё 44 порядка цветковых растений (согласно Системе APG II) |                   |  |                                           | ещё 2 подсемейства                        | ещё 2 подсемейства       |  |  |  | ещё около 22 родов            | ещё около 22 родов |  |  |  |  |                      |                      |
|  |                                      |  |                                                             | ещё 44 порядка цветковых растений (согласно Системе APG II) |                   |  |                                           |                                           | ещё 2 подсемейства       |  |  |  |                               | ещё около 22 родов |  |  |  |  |                      |                      |

### Синонимы
По сведениям базы данных The Plant List, в синонимику виды входят:
- Astragalus alpinus (L.) E.Sheld.
- Colutea alpina (L.) Lam.
- Phaca alpina L., p.p.A
- Phaca alpina L.
- Phaca penduliflora (Lam.) Dusen
- Phaca penduliflora (Lam.) Bech.